# Selección de fútbol sub-23 de Bulgaria
La Selección de fútbol sub-23 de Bulgaria (en búlgaro: младежки национален отбор на България по футбол), conocida también como la Selección olímpica de fútbol de Bulgaria, es el equipo que representa al país en Fútbol en los Juegos Olímpicos y en la Eurocopa Sub-21; y es controlada por la Unión de Fútbol de Bulgaria.

## Estadísticas

### Juegos Olímpicos
| Año            | Resultado             | J                     | G                     | E                     | P                     | GF                    | GC                    |                       |
| -------------- | --------------------- | --------------------- | --------------------- | --------------------- | --------------------- | --------------------- | --------------------- | --------------------- |
| de 1896 a 1988 | véase Selección Mayor | véase Selección Mayor | véase Selección Mayor | véase Selección Mayor | véase Selección Mayor | véase Selección Mayor | véase Selección Mayor | véase Selección Mayor |
| 1992           | No clasificó          | No clasificó          | No clasificó          | No clasificó          | No clasificó          | No clasificó          | No clasificó          | No clasificó          |
| 1996           | No clasificó          | No clasificó          | No clasificó          | No clasificó          | No clasificó          | No clasificó          | No clasificó          | No clasificó          |
| 2000           | No clasificó          | No clasificó          | No clasificó          | No clasificó          | No clasificó          | No clasificó          | No clasificó          | No clasificó          |
| 2004           | No clasificó          | No clasificó          | No clasificó          | No clasificó          | No clasificó          | No clasificó          | No clasificó          | No clasificó          |
| 2008           | No clasificó          | No clasificó          | No clasificó          | No clasificó          | No clasificó          | No clasificó          | No clasificó          | No clasificó          |
| 2012           | No clasificó          | No clasificó          | No clasificó          | No clasificó          | No clasificó          | No clasificó          | No clasificó          | No clasificó          |
| 2016           | TBD                   | TBD                   | TBD                   | TBD                   | TBD                   | TBD                   | TBD                   | TBD                   |
| Total          | 0/6                   |                       |                       |                       |                       |                       |                       |                       |

### Eurocopa Sub-21
- 1978 - Semifinales
- de 1980 a 1988 - No clasificó
- 1990 - Cuartos de final
- de 1992 a 2014 - No clasificó